# 알렉산데르 샤틸로프

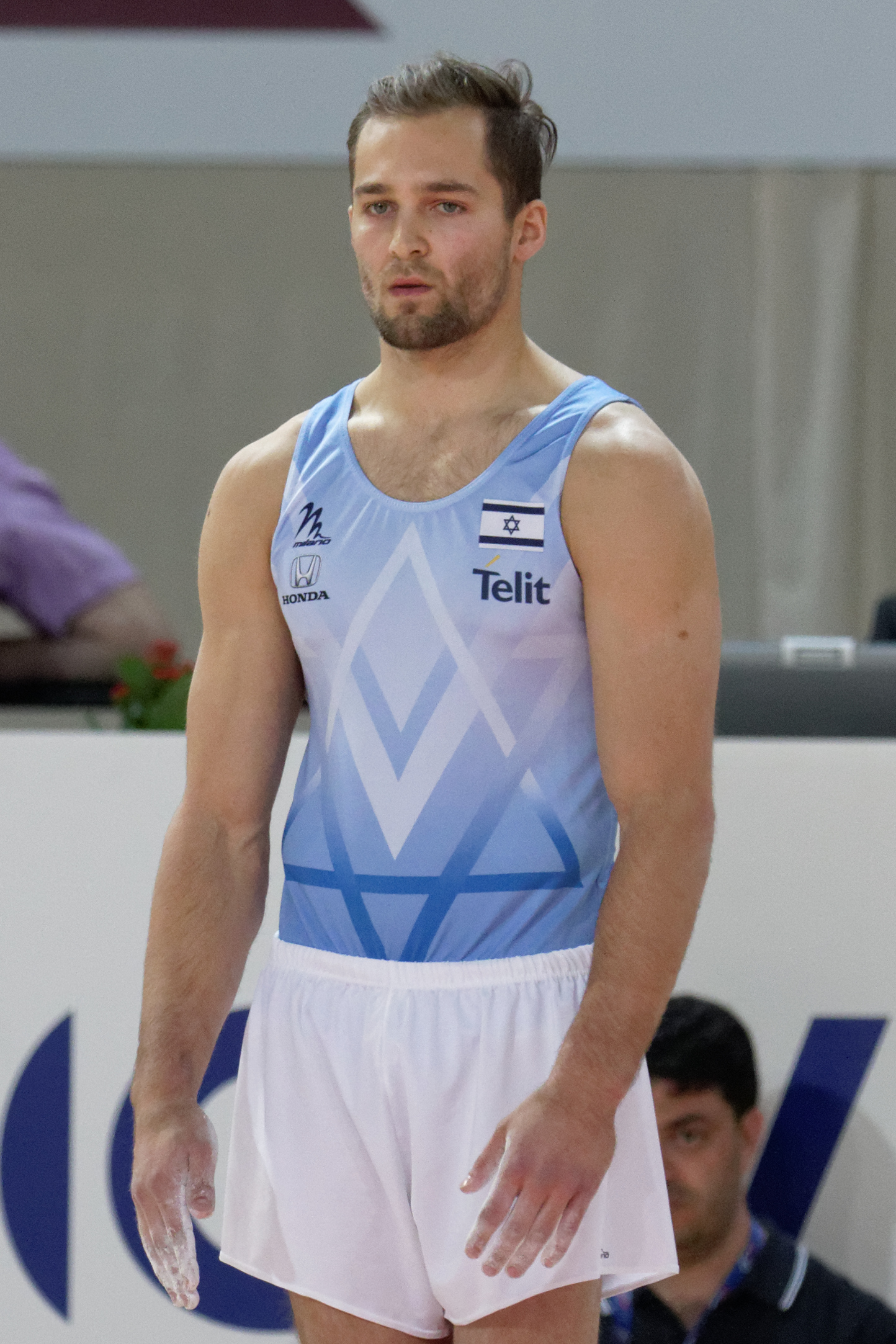
알렉산더 샤틸로프

알렉산더 샤틸로프(Alexander Shatilov, 1987년 3월 22일~)는 이스라엘의 체조 선수이다.

## 같이 보기
- 아르템 돌고피아트